# خورخي أنطونيو أورتيز
خورخي أنطونيو أورتيز (بالإسبانية: Jorge Antonio Ortíz) هو لاعب كرة قدم ومدرب كرة قدم بوليفي، ولد في 1 يونيو 1984 في Concepción, Santa Cruz ‏ في بوليفيا. شارك مع منتخب بوليفيا تحت 20 سنة لكرة القدم ومنتخب بوليفيا لكرة القدم. أما مع النوادي، فقد لعب مع ذي سترونغيست ونادي بوليفار.

## وصلات خارجية
- خورخي أنطونيو أورتيز على موقع إي إس بي إن إف سي (الإنجليزية)
- خورخي أنطونيو أورتيز على موقع قاعدة بيانات كرة القدم.إي يو (الإنجليزية)
- خورخي أنطونيو أورتيز على موقع ناشيونال فوتبول تيمز (الإنجليزية)
- خورخي أنطونيو أورتيز على موقع Soccerway.com (الإنجليزية)
- خورخي أنطونيو أورتيز على موقع عالم كرة القدم.نت (الإنجليزية)
- خورخي أنطونيو أورتيز على موقع AS.com (الإسبانية)